# Chiesa di Sant'Anna (Capri)
Tra le costruzioni più antiche dell'isola di Capri vi è la chiesetta di Sant'Anna, in origine San Pietro e Paolo a Carcara e poi Santa Maria delle Grazie; il luogo di culto prese successivamente il nome di Sant'Anna per la presenza di un dipinto su tela raffigurante la santa e per il generale uso di compiere, in questa chiesa, il rito della purificazione quaranta giorni dopo la nascita dei bambini.

## Descrizione
Situata nel cuore dell'abitato, al centro dell'insediamento medioevale, si giunge nella piazzetta omonima percorrendo via delle Botteghe e svoltando a sinistra per via Madonna delle Grazie. Stretto fra le case è il sagrato della chiesa, sopraelevato su alcuni gradini, con tre colonne rustiche che anticamente reggevano una pergola, Pane trova questa una soluzione suggestiva in quanto «fa precedere ad una chiesa un elemento tipico della casa campestre, rinnovando quel senso di intimità che ispirano le migliori costruzioni religiose dell'isola nel loro apparire simile alle case».
L'interno è costituito da tre navate, coperte a volta, che sono chiuse da tre absidi, delle quali oggi ne restano solamente due, in quanto quella sinistra è stata sostituita da una parete rettilinea. Le absidi sono denunciate all'esterno e collegate alla casa che le fronteggia mediante archi rampanti destinati più alla raccolta delle acque piovane, che alla funzione di contrafforte. 
Le volte delle navate scaricano su tre archi fortemente rialzati che sono sorretti, in corrispondenza della zona presbiteriale, da due capitelli corinzi, provenienti da fabbriche imperiali, poggiati su bassi frammenti di fusti, tali da essere collocati ad altezza d'uomo. Questo insolito rapporto ha fatto pensare in passato che il pavimento primitivo fosse più basso di quello esistente, e quindi una parte dei fusti fosse sotterrata, ma questa supposizione non regge a confronto con la proporzione degli archi.
In fondo alla navata destra nella piccola abside troviamo un affresco con Cristo benediciente e, sotto, la Vergine con il Bambino fra San Pietro e un vescovo senza nimbo, forse San Iacopo, da ritenersi il donatore.
Il facoltoso donatore potrebbe essere identificato in un componente della famiglia Paragallo de Paragallis, a confermare quest'ipotesi sarebbe lo stemma di famiglia. Lo possiamo intravedere, infatti, annerito dal fumo delle candele, tra le teste delle tre figure dell'affresco, rappresentato da due galli neri in una banda bianca su fondo rosso vermiglio.
San Pietro tiene nella mano sinistra un libro aperto, mentre la destra regge una verga sormontata da una croce dalla quale pendono le chiavi.
L'opera viene ricollegata da Lipinsky «alla scuola pittorica napoletana della fine del Trecento, fortemente influenzata dalla presenza di artisti senesi».
Altro notevole lembo di pittura è custodito nell'intradosso della seconda arcata sinistra, raffigurante il busto di san Tommaso d'Aquino, con in mano il libro ed il sole raggiante sul petto, attribuito alla seconda metà del XIV secolo.
La chiesetta venne sottoposta ad alcuni interventi di restauro nel Settecento, che interessarono sia l'esterno, con la bianca facciata, che l'interno specie alcune cornici di stucco e la zona dell'altare maggiore più tardi arricchito da un piccolo pavimento di maioliche, documentato anche nella relazione della Sacra Visita del 1751.
La disimmetria interna e l'inclinazione della facciata rispetto all'asse della chiesa, sono determinate presumibilmente da una preesistenza ed accentuate dall'ingenuità costruttiva delle maestranze locali e solo saggi appositamente condotti in sito potrebbero chiarire tali interrogativi e verificare anche l'ipotesi che sotto la piazzetta si troverebbe una grande cisterna romana.
La fondazione di Sant'Anna, secondo Venditti, non è anteriore al XII secolo, visto che l'uso delle volte estradossate a Capri viene riportato in età tardo angioina. Si avanza però l'ipotesi «di un primo impianto del XIII secolo, e di un ampliamento sullo scorcio del XV secolo: una chiesa di Sant'Anna, quindi, di fine Trecento, nata dalla trasformazione di strutture preesistenti».
Nella sacrestia della chiesa, nel 2010 è stato scoperto casualmente, in una nicchia ad arco, un affresco con la rappresentazione della crocifissione, con Cristo tra la Vergine e San Giovanni Evangelista. L'opera, attribuibile al periodo angioino, è eseguita su di una muratura a diretto contatto con il terrapieno presente dietro la chiesa, situazione da cui sono scaturiti alcuni problemi per la conservazione dell'opera. L'affresco inoltre risulta danneggiato da colpi di piccone che hanno distrutto alcuni elementi della parte centrale. L’intervento è avvenuto probabilmente per finire di demolire il manufatto, a seguito dei danni irreparabili causati dallo smottamento del muro di supporto, in epoca imprecisata, con la conseguente caduta di gran parte della figura di Cristo. Per fortuna il lavoro di demolizione non fu completato e l'opera fu chiusa dietro un muro ove è rimasta sino al fortuito ritrovamento. L'affresco è stato restaurato negli anni 2014-2015, grazie ad una sponsorizzazione privata, ma non è stato possibile ricostruire le parti mancanti perché i frammenti originali erano stati riutilizzati da qualcuno nella malta dell'intonaco della parete accanto alla nicchia. Sempre durante i lavori di restauro, è stata individuata una forte somiglianza dell'opera con un affresco individuato nella chiesa di San Giovanni del Toro a Ravello e da una prima analisi iconografica le due opere risultano appartenere allo stesso ambito trecentesco del ciclo di affreschi della primitiva Cattedrale di Amalfi. Sempre a seguito del restauro, accanto alla Vergine è stato trovato uno stemma papale con le Chiavi di San Pietro, ma senza il simbolo della famiglia di appartenenza. Per alcuni storici dell'arte che hanno eseguito confronti iconografici con opere coeve dell'area napoletana, l'affresco sarebbe databile ai primi decenni del '300, quando il pittore Pietro Cavallini realizzò a Napoli un primo ciclo di affreschi, aggiornando i criteri stilistici locali a quelli del ciclo di Assisi.